# Las Navas del Marqués
Las Navas del Marqués är en ort i Spanien.   Den ligger i provinsen Provincia de Ávila och regionen Kastilien och Leon, i den centrala delen av landet, 60 km väster om huvudstaden Madrid. Las Navas del Marqués ligger 1 300 meter över havet och antalet invånare är 5 005.
Terrängen runt Las Navas del Marqués är kuperad, och sluttar söderut. Runt Las Navas del Marqués är det glesbefolkat, med 12 invånare per kvadratkilometer. Närmaste större samhälle är San Lorenzo de El Escorial, 15,8 km öster om Las Navas del Marqués. 